# Горић (Ораховац)
Горић је насеље у општини Ораховац, Косово и Метохија, Република Србија.

## Становништво
| Демографија | Демографија | Демографија |
| Година      | Становника  | Становника  |
| ----------- | ----------- | ----------- |
| 1948.       | 265         |             |
| 1953.       | 269         |             |
| 1961.       | 292         |             |
| 1971.       | 369         |             |
| 1981.       | 447         |             |
| 1991.       | 594         |             |